# 1バイト言語
1バイト言語（1バイトげんご）とは、コンピュータ関連の用語で、英語やドイツ語などの1バイト (=8 bit; 28 = 256種類) の文字のみで表記できる文字言語を一纏めにしていう言葉。シングルバイト言語と呼ぶこともあるが、その意味で言語と文字を直結させて語るのことは様々な問題点があるため、適切な言葉ではないとされる（2バイト言語を参照のこと）。
なお、「1バイト言語」はあくまでも「2バイト言語」という概念があって初めて成立する言葉である。同じソフトウェアであっても2バイト言語版だけが高価であるなどの例が見られることから使われるが、それは代替となる適切な単語が知られていないためとも言える。
とても大きな括りで、これらの言語を使う国々を「1バイト / シングルバイト文化圏」と呼び、日本や中国などを「2バイト / ダブルバイト文化圏」と呼ぶ場合がある。